# ファミマガディスク
『ファミマガディスク』は、徳間書店および徳間書店インターメディアより、ファミリーコンピュータ ディスクシステムのディスクライター書き換え専用ソフト(香港のみパッケージ版がある)として配信されたパズルゲームのシリーズである。1990年にシリーズ第1作『香港』の販売が開始され、2003年9月に、他のディスクシステム用ソフトとともに任天堂の書き換え対応が終了した。

## 概要
本シリーズの源は、ゲーム雑誌『ファミリーコンピュータMagazine』（以下『ファミマガ』）の企画として開催された「ファミマガディスク大賞」より始まる。これは、『ファミマガ』誌上でゲームアイデアを一般募集し、優秀な作品をディスクシステムで発売する、というものだった。
本シリーズの半数はこの企画の受賞作品であるが、Vol. 1『香港』とVol. 2『パニックスペース』は同社のパソコン雑誌『MSX・FAN』の投稿プログラムコーナー「ファンダム」の掲載作品より選ばれており、Vol. 5『ぷよぷよ』はコンパイルとのタイアップ作品となっている。

## シリーズ作品
ファミマガディスク Vol. 1 香港（1990年3月23日店頭パッケージの販売開始）（1990年4月6日書き換え開始）
元は『MSX・FAN』掲載作品。画面上に積み重ねられた麻雀牌を、東、南、西、北、白、発、中の順番ですべて取っていく。牌の下に牌が無くなると、上の牌が落下してしまいゲームオーバーとなる。
1990年8月11日にはゲームボーイへの移植版が2,900円（税別）で発売された。
ファミマガディスク Vol. 2 パニックスペース（1990年10月19日書き換え開始）
元は『MSX・FAN』掲載作品。画面内に設置されたレーザーマシンから常にレーザーが射出されており、このレーザーが扉の鍵となっている。レーザーを90度反射する鏡や、レーザーを遮るブロック、レーザーマシン本体などを『倉庫番』のように押してレーザーの軌道を誘導し、ゴールとなる扉に当てて脱出する。プレイヤーはレーザーに当たっても問題ないが、レーザーを周囲の外壁に当ててしまうと大爆発を起こしてゲームオーバーとなる。
ファミマガディスク Vol. 3 オール1（1991年2月22日書き換え開始）
第1回「ファミマガディスク大賞」受賞作品。画面内のサイコロを『倉庫番』のように押して転がし、すべての目を1にするとステージクリアとなる。なお、すべてのサイコロを1以外の他の目で揃えると隠し要素も出現する。
ファミマガディスク Vol. 4 クロックス（1991年4月19日書き換え開始）
第1回「ファミマガディスク大賞」受賞作品（『オール1』と同時受賞）。丸いアナログ時計型のオブジェを使った落ち物パズル。時計の2本の針を別の時計の針とつなげていき、ひとつの図形を完成させると、その図形を構成する時計と、図形の中にある時計がすべて消滅する。
ファミマガディスク Vol. 5 ぷよぷよ（1991年10月25日書き換え開始）
この作品のみ一般公募ではなく、コンパイルからMSX2で同日に発売された落ち物パズルのファミコン版である。上から落下する色付きのスライム型の生物を操作し、同じ色を4匹以上つなげて消していく。エンドレスモードのほか、課題をクリアしていくミッションモード、2人対戦の2プレイヤーモードがある。
1993年7月23日には、同じくファミコンにて追加要素を加えたロムカセット版が5,900円（税別）で発売された。
ファミマガディスク Vol. 6 じゃんけんディスク城（1992年12月22日書き換え開始）
第3回に相当する「ディスくんゲーム大賞」受賞作品。同企画は応募テーマとして、当時『ファミマガ』でも漫画が連載されていたディスクシステムのマスコットキャラクター「ディスくん」を主人公に据えることが定められていた。じゃんけんのグー、チョキ、パーを模した敵を押して動かし、隣り合わせて消していく。じゃんけんのルールと同様に、たとえばグーの敵はパーに弱く、パーを押して隣接させればダメージを与えられる。
本作は、ディスクシステム用の最後のゲームタイトルであった。